# La Haine (pièce de théâtre)
Pour les articles homonymes, voir Haine (homonymie).
La Haine est un drame en cinq actes et huit tableaux de Victorien Sardou représenté pour la première fois au théâtre de la Gaîté à Paris le 3 décembre 1874. Jacques Offenbach, qui composa la musique de scène, était alors le directeur du théâtre.

## La création

### Contexte
Victorien Sardou et Jacques Offenbach signent leur première œuvre commune en 1872 : le succès de l’opéra-bouffe-féerie Le Roi Carotte, représenté 195 fois, incitent les auteurs à renouveler leurs collaborations.
En 1874, Jacques Offenbach est directeur du théâtre de la Gaîté. Pour prendre la suite d’Orphée aux Enfers, qu’il a remonté le 7 février, il décide de présenter un drame qui utilisera ainsi la troupe de comédiens que possède le théâtre – et qui est particulièrement inoccupée !

### Répétitions
Orphée aux Enfers quitte l’affiche le mercredi 18 novembre 1874 pour laisser place aux répétitions de La Haine. Celles-ci se déroulent sous la direction de Sardou qui ne ménage ni ses efforts… ni la troupe ! Le Figaro note que « Sardou est le metteur en scène le plus minutieux du monde » et qu’il « tient énormément à voir les figurants jouer leur partie, aussi bien que n’importe quel acteur. » Le nombre de jours de répétitions augmente et la répétition générale n’a lieu que le vendredi 27 novembre 1874.
La première est enfin annoncée pour le dimanche 29 novembre. Le jour même, elle est annulée à cause d’une épidémie de grippe qui touche la capitale et qui provoque l’indisposition de deux rôles principaux : Lafontaine et Clément Just. Offenbach racontera à la presse l’arrivée de Lafontaine dans son bureau le matin même : « [il] saisit une plume sur mon bureau et écrivit rapidement ces mots sur un bout de papier : « Je suis horriblement enroué. Faites relâche. » » D’abord repoussée au lundi 30 novembre, la première n’aura lieu que le jeudi 3 décembre 1874. Les interprètes n’étant pas complètement remis, Sardou réduit sa scène finale.

### Accueil
Lors de la première représentation, les spectateurs s’émerveillent pour la « magnificence d’une mise en scène incomparable. »
Les décors sont particulièrement éblouissants. Francisque Sarcey note : « Il n’est que juste cependant de reconnaître que, parmi ces décors, quelques-uns sont des chefs-d’œuvre d’un goût exquis ; le dôme vu de face est une merveille de légèreté et de grâce ; l’intérieur de l’église est superbe. » La procession tant attendue est, elle aussi, très remarquée : « On ne peut rêver de plus magnifique que cette procession. (…) c’est un ruissellement d’or, de pierreries, un éblouissement de mitres, de chasubles et de croix. C’est à la fois imposant et magnifique. » Les décors et les costumes ont coûté 400 000 francs.
Tout est fait pour éblouir : les auteurs ont poussé la perfection jusqu’à faire transporter un orgue Cavaillé-Coll dans le théâtre ! L’ensemble est grandiose et impressionnant : le plateau du théâtre accueille jusqu’à 535 personnes : « Les cris de guerre poussés par les soldats, les gémissements des femmes affolées, le cliquetis des armes, le mugissement des bombardes, l’entrée dans la ville par les vainqueurs, le sac du palais, tout cela est admirable d’exactitude et de mouvement. »
Le texte de Victorien Sardou est lui aussi remarqué mais les critiques notent que la mise en scène est plutôt « au détriment de l’intérêt » du drame. Francisque Sarcey regrette que les premiers rôles paraissent comme écrasés : « Ce sont les figurants et les accessoires dont le rôle est prépondérant à cette heure. La foule est le personnage principal. Les tableaux succèdent aux tableaux, et dans l’œuvre nouvelle, ils sont tous uniformément sombres. »
La pièce évoque à Auguste Vitu les souvenirs douloureux de 1870 : « Les rues pleines de morts, les palais pleins de flammes, la patrie oubliée en présence de l’étranger stupéfait, et comme scandalisé par de si nombreux égarements, voilà des spectacles inoubliables dont nos esprits sont encore aigris, et dont nos cœurs saignent encore. Les veuves et les orphelins en noir, je les ai vus prosternés dans nos églises qu’ils emplissaient de sanglots déchirants. La porte des souvenirs funèbres se rouvrait toute grande en nous-mêmes ; et la tristesse nous couvrait de ses grandes ailes noires. »

### Échec
Alors que les recettes du théâtre avoisinent les 8 000 francs par soir mi-décembre, elles tombent autour de 5 000 francs dans la deuxième quinzaine Le Figaro publie le 28 décembre une lettre de Sardou demandant à Offenbach de retirer sa pièce de l’affiche : « J’ai trop la fierté de mon œuvre pour admettre qu’elle se traîne dans des recettes indignes d’elle. » Offenbach annonce : « Le public aime l’art, c’est évident, mais il préfère l’art gai. On lui en donnera. Jeudi, je reprends Orphée. ».
Cette annonce a pour effet de remplir les dernières représentations de La Haine. La pièce quitte malgré tout l’affiche le mardi 29 décembre 1874 après vingt-sept représentations et Orphée aux Enfers reprend dès le jeudi 31 décembre.
Cet échec laissera le théâtre de la Gaîté dans une situation économique difficile. Une partie des costumes sera réutilisée pour la nouvelle version de Geneviève de Brabant créée le 25 février 1875. Quant à la partition, lors de sa tournée aux États-Unis, Offenbach « présentera au public américain une Marche religieuse de la Haine, qui connaîtra un très grand succès. »

## Les critiques
« Que dire la mise en scène, des décors et des costumes ? C’est un éblouissement où la richesse le dispute au goût artistique dont le directeur de la Gaîté a donné tant de preuves.
Le musicien a sa part aussi dans le succès commun. Offenbach a prouvé une fois de plus qu’il était apte à produire autre chose que des partitions joyeuses. Sa marche et ses chœurs religieux ont un caractère vraiment magistral. »

— François Oswald, Le Gaulois n°2244 du 6 décembre 1874, rubrique Théâtres.

« Une action très mince perdue dans un cadre immense, des passions d’une violence uniforme et dont l’expression a toujours je ne sais quoi d’épileptique, une merveilleuse entente du décor et de la figuration, de belles situations d’opéra, un éblouissement perpétuel des yeux, rien pour le cœur, presque tout pour l’imagination, tel me paraît être à cette heure le nouveau drame de Sardou. »

— Francisque Sarcey, Quarante ans de Théâtre (Feuilletons Dramatiques), article du 7 décembre 1874, Bibliothèque des Annales, Paris 1901

« La Haine, de Sardou. Le drame peut se lire, mais doit s’entendre, à cause de Lafontaine, de Mesdames Marie Laurent, et Lia Félix, prodigieux, elles et lui ; voyez-le enfin ! car Rubé et Chapron, Cambon, Chéret, Levastre jeune et Despléchin n’ont rien encore imaginé de plus extraordinaire et de plus beau que leurs décors du carrefour de la rue Camollia, de la Cathédrale de Sienne vue de face, d’un camp dans le cloître près de l’église Saint-Christophe, d’après la Bataille, et de la chambre de Cordélia et des ruines du Campo, enfin l’intérieur de la Cathédrale et sa lune. Tant de faste n’a peut-être jamais transfiguré une scène de bois et de toile ! »

— Stéphane Mallarmé, La Dernière Mode du 20 décembre 1874 au 3 janvier 1875, rubrique Gazette et programme de la quinzaine.

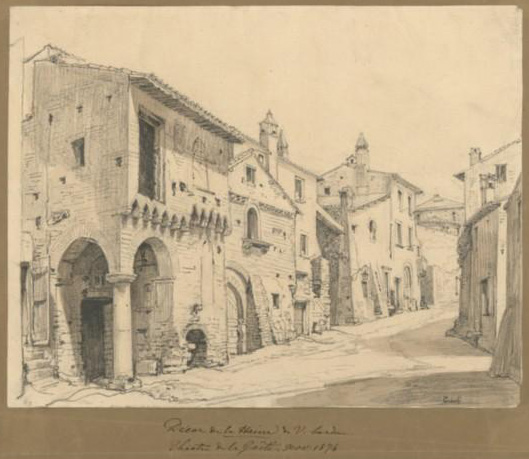
Esquisse de décor pour La Haine
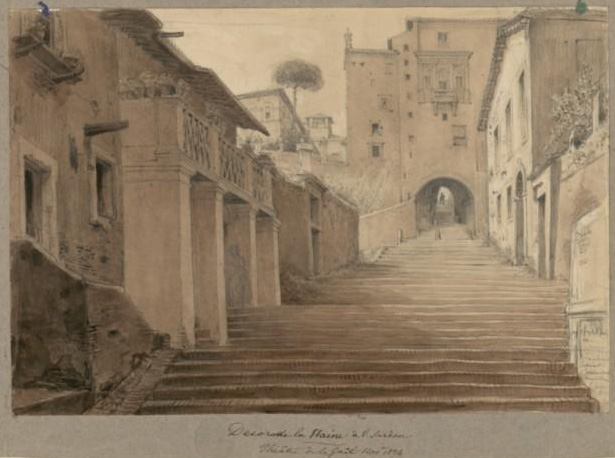
Esquisse de décor pour La Haine
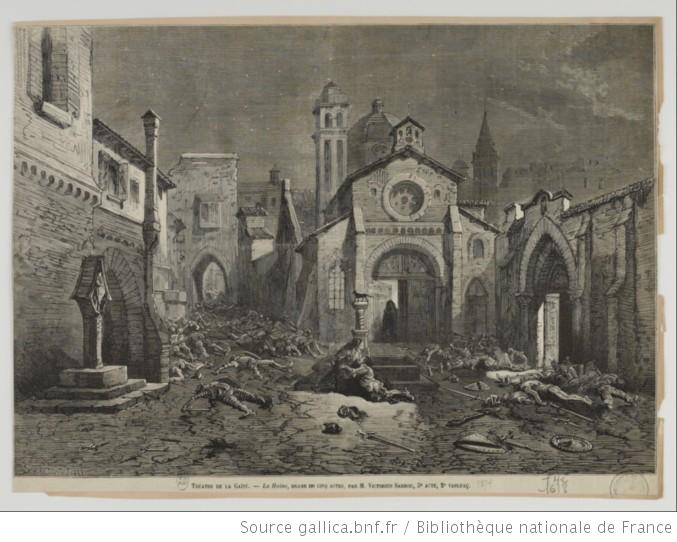
Décor pour l'acte III de La Haine

## La musique
Alors que l’on ne connaissait que l’existence des premières esquisses de l’œuvre contenues dans des cahiers de notes conservées aux Archives Historiques de la ville de Cologne – et disparues avec l’accident du 3 mars 2009 – la partition orchestre autographe de la musique de scène a été retrouvée en 2006 chez des descendants du compositeurs.
« [Pour La Haine,] Offenbach compose une partition riche d'une trentaine de numéros. Les premières esquisses ont d'ailleurs été notées dans sa calèche où il s'est fait installer une table de travail - les partitions témoignant des sursauts de sa plume dus aux accidents du pavé parisien. On y trouve de nombreux mélodrames, des chœurs de coulisse, des interludes… » note Jean-Christophe Keck, qui a réalisé l’édition critique de l’œuvre.
Cette édition critique été éditée en 2009.
| Numéro                      | Titre                    | Tempo              | Réplique précédant le numéro                                                  | Remarques                                                           |
| --------------------------- | ------------------------ | ------------------ | ----------------------------------------------------------------------------- | ------------------------------------------------------------------- |
| ACTE I                      |                          |                    |                                                                               |                                                                     |
| Nº 1                        | Introduction             | Allegro maestoso   |                                                                               |                                                                     |
| Nº 2                        |                          | Moderato           | Je suis seule ici, je n'ai que lui, laisse le moi ! (Scène IV)                |                                                                     |
| Nº 3                        |                          | Allegro            | Enchaîné avec le N°2                                                          | Fanfare sur scène                                                   |
| Nº 4                        |                          |                    | [A l'assaut !] Victoire ! à nous la ville ! (Scène XI)                        |                                                                     |
| ACTE II — Premier Tableau   |                          |                    |                                                                               |                                                                     |
| Nº 5                        | Entracte                 | Agitato            |                                                                               |                                                                     |
| Nº 6                        |                          | Allegro moderato   | Au moindre soupçon de trahison ! C'est dit ! Allez ! (Scène II)               |                                                                     |
| Nº 7                        |                          | Andante            | Ah ! Je me meurs ! (Scène IV)                                                 | Numéro coupé aux représentations et intégré au numéro 8             |
| Nº 8                        | Fin du Premier Tableau   | Andante            |                                                                               |                                                                     |
| ACTE II — Deuxième Tableau  |                          |                    |                                                                               |                                                                     |
| Nº 9                        | Entracte                 | Allegro Maestoso   |                                                                               | Reprise supprimée à la création.                                    |
| Nº 10                       |                          | Andante            | L'enfant descend avec l'Évangile ouvert. (Scène I)                            |                                                                     |
| Nº 11                       | Sponsa Dei               | [Andante]          | Qu'il le soit ! (Scène II)                                                    | 2 versions sur quelques mesures                                     |
| ACTE III — Premier Tableau  |                          |                    |                                                                               |                                                                     |
| Nº 12                       |                          | [Allegro marziale] |                                                                               |                                                                     |
| Nº 12 bis                   | Douce Madone             | Andantino          |                                                                               |                                                                     |
| Nº 13                       |                          |                    | Le marché ne tient plus, tu es trop lâche ! (Scène II)                        |                                                                     |
| Nº 13 bis                   |                          | Allegretto         | Du courage, chrétienne, et au revoir. (Scène III)                             |                                                                     |
| Nº 13 ter                   |                          | Allegro            | Vous, à vos postes, sans bruit. Allez ! (Scène VI)                            |                                                                     |
| Nº 14                       |                          | Moderato           | Après les cloches.                                                            |                                                                     |
| Nº 14 bis                   |                          | Allegro            | Enchaîné avec le N°14                                                         |                                                                     |
| ACTE III — Deuxième Tableau |                          |                    |                                                                               |                                                                     |
| Nº 15                       |                          | Andante            | Viens, je ne recommencerai pas ce que j'ai fait. (Scène X du Premier Tableau) |                                                                     |
| Nº 16                       |                          | Allegro            | J'ai prié pour toi. (Scène II)                                                | 2 versions sur quelques mesures                                     |
| ACTE IV — Premier Tableau   |                          |                    |                                                                               |                                                                     |
| Nº 17                       |                          | Moderato           |                                                                               |                                                                     |
| Nº 18                       |                          | Andante            | Il le faut. Viens [Giugurta] (Scène IV)                                       |                                                                     |
| Nº 19                       |                          | Allegro            | Va combattre la guerre. (Scène V)                                             |                                                                     |
| ACTE IV — Deuxième Tableau  |                          |                    |                                                                               |                                                                     |
| Nº 20                       |                          | Agitato            |                                                                               |                                                                     |
| Nº 21                       | [Promenade des reliques] | Moderato           |                                                                               |                                                                     |
| Nº 22 A                     |                          | Lento              | Enchaîné avec le N°21                                                         | Version primitive abandonnée                                        |
| N° 22 B                     |                          | Andante            | Enchaîné avec le N°21                                                         | Version définitive                                                  |
| [Nº 22 bis]                 | Marche religieuse        | [Allegro marziale] |                                                                               |                                                                     |
| Nº 23                       |                          |                    |                                                                               |                                                                     |
| ACTE V                      |                          |                    |                                                                               |                                                                     |
| Nº 24                       | Entracte                 | Allegro            |                                                                               |                                                                     |
| Nº 25                       |                          | Andantino          |                                                                               |                                                                     |
| Nº 25 bis                   |                          | Andante            | Enchaîné avec le N°25                                                         |                                                                     |
| Nº 26                       |                          | Moderato           | … à la porte romaine nos troupes victorieuses. (Scène II)                     | Numéro ne trouvant pas sa place dans le livret de Victorien Sardou. |
| Nº 27                       |                          | Moderato           | Madone, sauve-moi ! (Scène III)                                               |                                                                     |
| Nº 26 bis                   | Petite Marche            | Maestoso           |                                                                               |                                                                     |
| Nº 28                       | Gloire au vainqueur      | Orchestre tacet    |                                                                               |                                                                     |
| Nº 29                       |                          | Orchestre tacet    |                                                                               |                                                                     |
| Nº 30 A                     |                          |                    | Et maintenant, mort, quand tu voudras ! (Scène VII)                           | Version primitive abandonnée                                        |
| Nº 30 B                     |                          |                    |                                                                               | Version définitive                                                  |
| SUPPLÉMENT                  |                          |                    |                                                                               |                                                                     |
| Nº 28                       |                          |                    |                                                                               | Version primitive abandonnée                                        |

Le N°26bis n'a pas été utilisé dans la version finale de l'œuvre : aucune place lui a été trouvée dans le texte de Sardou.
Le matériel orchestre, édité dans le cadre de l’Offenbach Edition Keck (OEK), est disponible en location chez Boosey & Hawkes.

## L’histoire
L’action se déroule à Sienne en 1369.

### Acte I
Un carrefour près de la rue Camollia. Dans les faubourgs de Sienne, les guelfes proscrits se battent contre les gibelins au pouvoir. Ils sont menés par Orso qui a été banni pour avoir osé lancer une couronne de fleurs à la gibeline Cordelia Saracini. Dans la bataille, les guelfes arrivent victorieux jusqu’à une herse en face du palais Saracini. Orso exige, de Cordelia qui paraît au balcon, l’ouverture de la herse vers la ville. Cordelia lui réplique : « … ce n’est pas le moment d’ouvrir les portes… quand les voleurs sont dans la ville ! » Orso donne l’ordre de l’assaut, la herse est ouverte, et il pénètre dans le palais Saracini pour se venger. Au lieu de jeter Cordelia par la fenêtre comme l’exige la foule hurlante, Orso la ramène à demi-étranglée à l’intérieur du palais…

### Acte II
Premier tableau – une grande salle du palais de la Seigneurie. Malgré leur apparent triomphe, les guelfes ne sont maîtres que de la moitié de la ville. Parmi les morts gibelins se trouve Andreino, un enfant de quinze ans, le fils d’Uberta, la vieille nourrice de Cordelia. Les guelfes demandent une trêve pour soigner les blessés et enterrer les morts : on craint la peste. Le palais Saracini est en feu. Cordelia en revient, vivante, mais annonce à ses frères, Ercole et Giugurta, ainsi qu’à sa nourrice, qu’elle vient d’être violée par un homme dont elle n’a mémoire que de sa voix…
Deuxième tableau – le parvis de la cathédrale. Guelfes et gibelins prétendent assister seuls à la messe solennelle pour la nativité de la Vierge, dans la cathédrale. Ils vont en venir aux mains, lorsque l’évêque Azzolino paraît sur les marches : « Est-ce là, Siennois, ce que vous appelez la trêve de la Vierge ?… L’église n’est à personne qu’à Dieu ! – Chrétiens sans vertus et sans foi, déposez vos armes !… ou cette porte, que je vous ferme à tous vivants ! je ne l’ouvr[irai] même pas à vos cercueils ! » Ils s’inclinent sous la menace, Orso n’a dit qu’une parole, mais Cordelia l’a entendue, et elle suit dans l’église le groupe d’hommes d’où provient la voix qu’elle a reconnue.

### Acte III
Premier tableau – un cloître. Alors que Cordelia reconnaît en Orso son bourreau, Uberta apprend par hasard le nom du barbare qui a tué son enfant, c’est aussi Orso ! Elles se disputent le privilège de le tuer. Cordelia l’emporte en lui répliquant : « Tu ne pleures qu’un mort, toi ; – et je me pleure,… moi, vivante ! ». Cordelia frappe Orso, il roule à terre la gorge traversé du coup de poignard. Au milieu de la bataille qui recommence, ses hommes l’emportent, respirant encore, à l’abri du portail de l’église. Lorsque Cordelia et Uberta reviennent sur leurs pas pour s’assurer de leur vengeance, elles ne trouvent plus le corps et se demandent s’il n’a été que blessé. Cordelia s’écrie alors : « Dieu vengeur ! fais qu’il soit mort !… je ne recommencerais pas ce que j’ai fait !… ».
Deuxième tableau – la place. Cordelia retrouve Orso agonisant et réclamant à boire. Devant sa souffrance, elle éprouve de la pitié, et lui verse de l’eau fraîche sur ses lèvres enfiévrées.

### Acte IV
Premier tableau – une salle du palais Saracini. Cordelia a caché Orso dans le palais incendié. Giugurta, vaincu, doit fuir la ville. Il veut quitter le palais par les jardins, mais, pour cela, il faudrait qu’il traverse la chambre où se trouve Orso convalescent. Cordelia l’en détourne avec tant d’insistance qu’Uberta conçoit des soupçons. Une explication violente achève de faire découvrir la vérité à Uberta. Mais Cordelia lui demande le pardon au nom d’Andreino qui réprouverait ce « sanglant sacrifice. ». Cordelia et Orso se retrouvent face à face. Deux images se succèdent dans la mémoire d’Orso : la femme qui l’a poignardé et la femme qui l’a sauvé. Ces deux femmes n’en font qu’une avec sa victime. Son repentir éclate et il souhaite lui rendre son honneur en l’épousant. Cordelia lui réplique qu’il est aussi coupable envers sa patrie dont la guerre est leur œuvre commune. Orso lui promet : « Tu ne me reverras que triomphant de la discorde et vainqueur de la haine !… » Alors qu’il quitte le palais, on apprend que Giugurta a été arrêté par les guelfes, maîtres de la ville.
Deuxième tableau – les ruines du bâtiment de la vieille Seigneurie. Les prisonniers gibelins arrêtés, parmi lesquels Giurgurta, vont être mis à mort. Orso reparaît et propose au peuple de libérer les prisonniers, pour marcher contre l’empereur qui assiège la ville et qui réclame cinquante mille florins pour lever le siège. Le peuple accepte. Alors qu’ils partent pour la bataille, Giugurta surprend un regard et quelques mots de Cordelia pour Orso, et il dit à Cordelia, menaçant : « Nous causerons tous deux, après la bataille !… ».

### Acte V
La cathédrale de Sienne. L’armée siennoise rentre victorieuse dans sa ville. Cordelia, terrifiée par la menace de son frère, s’est réfugiée dans la cathédrale. Giugurta l’y rejoint : il sait tout par Uberta qu’il vient d’assassiner. Après de violentes paroles, Cordelia s’évanouit sur les marches de l’autel, il en profite pour lui faire avaler quelques gouttes d’un poison. Les vainqueurs surviennent, Orso à leur tête. Cordelia se tord en d’affreuses convulsions qui sont prises pour la peste. La foule s’enfuit épouvantée, Orso saisit Cordelia. Par ce geste, il se condamne à être enfermé et muré avec elle dans ce lieu souillé par la peste. À leur demande, l’évêque Azollino les unis dans le mariage. Restés seuls, ils échangent leurs adieux : la blessure d’Orso s’est rouverte, et les deux amants meurent à côté l’un de l’autre.

## Les créateurs
| ORSO.                                           | ORSO.                                           | MM.  | Lafontaine.     |
| GIUGURTA SARACINI                               | GIUGURTA SARACINI                               |      | Clément-Just.   |
| ERCOLE, son frère                               | ERCOLE, son frère                               |      | Reynald.        |
| LODRISIO MARISCOTTI                             | LODRISIO MARISCOTTI                             |      | Angelo.         |
| AZZOLINO, évêque de Sienne                      | AZZOLINO, évêque de Sienne                      |      | Dugaril.        |
| BRAGUELLA, marchand                             | BRAGUELLA, marchand                             |      | Courcelles.     |
| MALERBA                                         | } Chefs guelfes                                 |      | Scipion.        |
| SPLENDIANO                                      | } Chefs guelfes                                 |      | J. Vizentini.   |
| UGONE                                           | } Chefs guelfes                                 |      | Antonin.        |
| SOZZINI                                         | } Chefs gibelins                                |      | Sudrac.         |
| PICCOLOMINI                                     | } Chefs gibelins                                |      | Alexandre fils. |
| TOLOMEI                                         | } Chefs gibelins                                |      | Bilhaut.        |
| MALAVOLTI                                       | } Chefs gibelins                                |      | Henri.          |
| BUONOCORSO                                      | } Soldats guelfes                               |      | Galli.          |
| ZANINO                                          | } Soldats guelfes                               |      | Barsagol.       |
| SCARLONE                                        | } Soldats guelfes                               |      | Chevallier.     |
| MASTINO                                         | MASTINO                                         |      | Gaspard.        |
| LE LOMBARD                                      | LE LOMBARD                                      |      | Henri.          |
| LE PÉROUSIEN                                    | LE PÉROUSIEN                                    |      | Barsagol.       |
| LE FLORENTIN                                    | LE FLORENTIN                                    |      | Meyronnet.      |
| LE LUCQUOIS                                     | LE LUCQUOIS                                     |      | Colleuille.     |
| LE BOLONAIS                                     | LE BOLONAIS                                     |      | Mallet.         |
| LE PISAN                                        | LE PISAN                                        |      | Gaspard.        |
| CRISTOFORO                                      | CRISTOFORO                                      |      | Paulin.         |
| UN CHANOINE                                     | UN CHANOINE                                     |      | Seligny.        |
| UN MOINE                                        | UN MOINE                                        |      | Bilhaut.        |
| CORDELIA, sœur de Giugurta et d’Ercole Saracini | CORDELIA, sœur de Giugurta et d’Ercole Saracini | Mmes | Lia Félix.      |
| UBERTA, sa nourrice                             | UBERTA, sa nourrice                             |      | Marie Laurent.  |
| ANDREINO, fils de Uberta, 15 ans                | ANDREINO, fils de Uberta, 15 ans                |      | Marie Godin.    |
| PORCIA                                          | PORCIA                                          |      | Angèle.         |

## Discographie
Il n’existe pas d’enregistrement de La Haine.
L’œuvre a été redonnée – dans une version musicale complète mais avec un texte réduit – le 19 juillet 2009 dans le cadre du Festival de Radio France et Montpellier Languedoc Roussillon, Fanny Ardant et Gérard Depardieu interprétant respectivement les rôles de Cordelia et d'Orso. Ce concert a été diffusé le 30 juillet 2009 sur France Musique.

## Postérité
- Jean-Christophe Keck note qu’« il est amusant de constater que quelques jours avant sa mort, Offenbach s’est souvenu des premières notes de l’ouverture de La Haine puisque ce sont exactement les mêmes qui ouvrent le final de l'acte de Venise des Contes d'Hoffmann… »